# The Hague Grand Prix
Il The Hague Grand Prix è un torneo internazionale di judo che si tiene annualmente a L'Aia, nei Paesi Bassi.
Il torneo è parte del circuito IJF World Tour.

## Edizioni
Di seguito la tabella delle ultime edizioni del meeting.
| Anno | Edizione | Circuito            | Dettagli                  |
| ---- | -------- | ------------------- | ------------------------- |
| 2017 | I        | IJF World Tour 2017 | The Hague Grand Prix 2017 |
| 2018 | III      | IJF World Tour 2018 | The Hague Grand Prix 2018 |